# Chris Barnes
Chris Barnes (29 december 1967) is een Amerikaanse deathmetalvocalist, bekend om zijn zeer lage grunts, als de vocalist en tekstschrijver van deathmetalband Cannibal Corpse (1988-1995) en om zijn latere werk als vocalist van Six Feet Under.

## Discografie

### Cannibal Corpse
- Eaten Back to Life (1990)
- Butchered at Birth (1991)
- Tomb of the Mutilated (1992)
- The Bleeding (1994)

### Six Feet Under
- Haunted (1995)
- Alive and Dead (EP, 1996)
- Warpath (1997)
- Maximum Violence (1999)
- Graveyard Classics (2000)
- Maximum Video (Video, 2001)
- True Carnage (2001)
- Double Dead (Video, 2002)
- Bringer of Blood (2003)
- Graveyard Classics 2 (2004)
- Live with Full Force (Video, 2004)
- 13 (2005)
- A Decade in the Grave (Box set, 2005)
- Commandment (2007)
- Death Rituals (2008)
- Graveyard Classics 3 (2010)
- Undead (2012)
- Unborn (2013)

### Torture Killer
- Swarm! (2006)

- Gemeinsame Normdatei: 134968166
- International Standard Name Identifier: 0000 0000 5880 5494
- MusicBrainz: fee5efcb-8692-40fe-95d0-215c237b3489
- Nationale Bibliotheek van Tsjechië: xx0194941
- Virtual International Authority File: 79885181
- WorldCat: E39PBJghjHVbrHTyqGpr3hDDv3